# Rolex

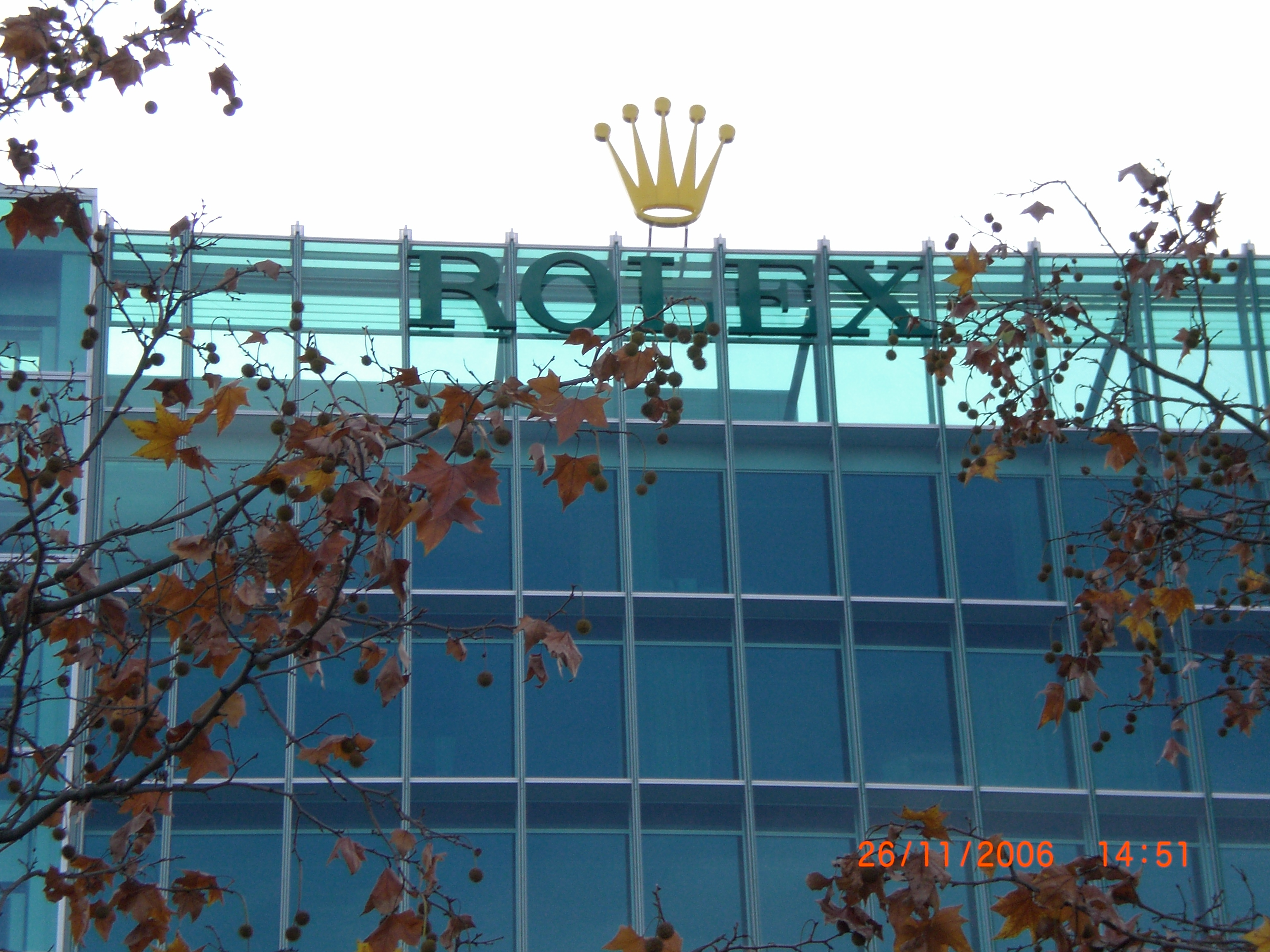
Офисный центр Rolex в Женеве (Швейцария)

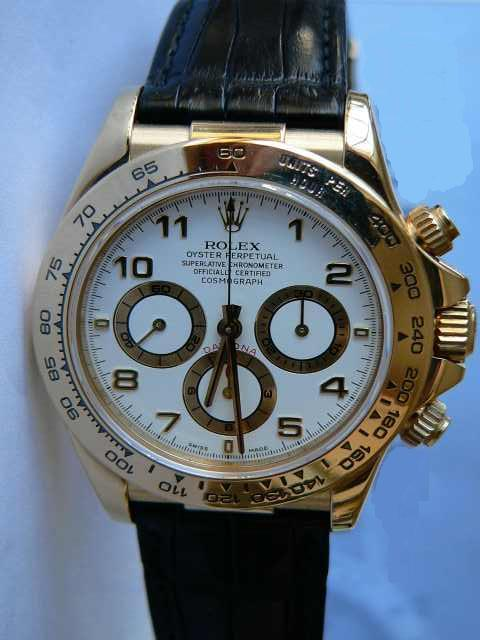
Часы Rolex

Rolex SA (произносится Ролекс) — швейцарская часовая компания, выпускающая наручные часы и аксессуары под торговой маркой Ролекс. В год Rolex выпускает от полумиллиона часов.

## История
Компания основана в 1905 году немцем Гансом Вильсдорфом и его зятем Альфредом Дави (Alfred Davis) как компания Wilsdorf and Davis, которая затем станет компанией Rolex SA, в Лондоне, Англия. В 1908 году Вильсдорф зарегистрировал товарный знак "Rolex" и открыл офис в Ла-Шо-де-Фоне, Швейцария. Компания "Rolex" была зарегистрирована 15 ноября 1915 года.
Вся история Rolex неразрывно связана с дальновидностью ее основателя Ганса Вильсдорфа. В 1905 году 24‑летний Вильсдорф основывает в Лондоне компанию по сбыту часов. Он мечтает о том, чтобы носить часы на руке. Наручные часы того времени не отличались точностью, однако Ганс Вильсдорф предвидит, что их можно сделать не только элегантными, но и надежными.
Основное внимание конструкторы Rolex уделили качеству часовых механизмов. Беспрестанная погоня за хронометрической точностью вскоре увенчалась успехом: в 1910 году часы Rolex стали первыми наручными часами, которые получили Сертификат хронометрической точности, выданный швейцарским Комитетом оценки часов в Бьенне.
Спустя четыре года обсерватория в Кью (Великобритания) присвоила наручным часам Rolex класс точности «A», который прежде оставался прерогативой морских хронометров. С того самого времени наручные часы Rolex неизменно ассоциируются с точностью.
Rolex переезжает в Женеву, признанную часовую столицу мира. Компания Montres Rolex S.A. регистрируется в Женеве в 1920 году.

## Линии наручных часов

### Линии Rolex SA
- Rolex (Ролекс) (основная линия)
- Cellini (Челлини) (названа в честь знаменитого скульптора эпохи Возрождения Бенвенуто Челлини)
- Tudor (Тюдор) (менее дорогая линия)

### Линии Rolex Oyster
- Air-King
- Datejust[англ.]
- Rolex GMT Master
- Rolex GMT Master II[англ.]
- Explorer
- Explorer II
- Rolex Submariner[англ.]
- Sea-Dweller[англ.]
- Cosmograph Daytona (Daytona)[англ.]
- Day-Date[англ.]
- Deepsea (выпущена в честь знаменитого одиночного погружения 26 марта 2012 г. режиссёра  Джеймса Кэмерона в Марианскую впадину на глубину 10 898 метров, эти часы были закреплены на роботизированной руке батискафа)
- Oyster Perpetual
- Rolex & Rateta Oyster Perpetual 1970
- Oysterquartz[англ.]
- Yacht-Master[англ.]
- Yacht-Master II[англ.]
- Milgauss[англ.]

## Браслеты для линии Rolex Oyster
- Jubilee (Юбилей)
- Oyster (Устрица)
- President (Президент)
- Pearlmaster (Жемчужный мастер)

## Самые дорогие Rolex
26 октября 2017 г. аукционный дом «Филлипс де Пюри» провел торги по продаже самых дорогих в мире наручных часов «Rolex Daytona» 1968 г. Часы раньше принадлежали актеру и гонщику Полу Ньюмену. Часы были проданы неизвестному коллекционеру за рекордную в истории сумму 17 752 500 долларов США .
12 декабря 2020 года ещё одни легендарные часы Пола "Rolex “Big Red” Daytona Ref. 6263" на браслете, с дарственной надписью “Drive slowly Joanne” от его жены Джоан Вудворд, были проданы на аукционе "Phillips" в Нью-Йорке за 15 475 000 долларов США.

## Подделка Rolex

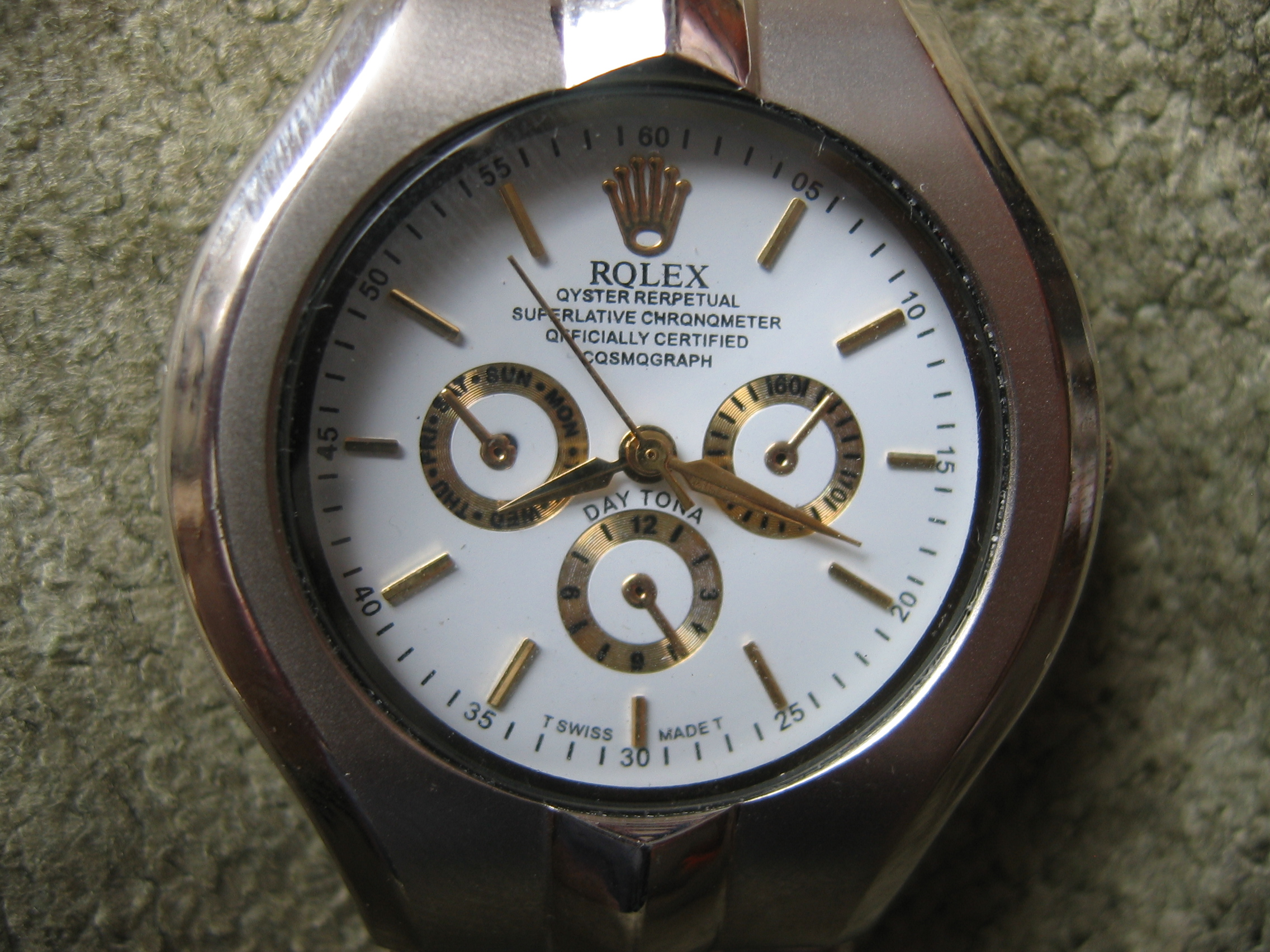
Контрафактные наручные часы Rolex, купленные на одной из улиц Нью-Йорка

Подделки по качеству очень сильно отличаются от оригинала, тогда как внешний вид хорошей подделки может быть неотличим без внимательного рассмотрения, а в подделках самого высокого класса — и без вскрытия часов.

## Критика
Некоторые авторы считают Ролекс одним из основных топиков спамa , хотя значительная часть этого спама связана с рекламой реплик, сделанных другими компаниями.

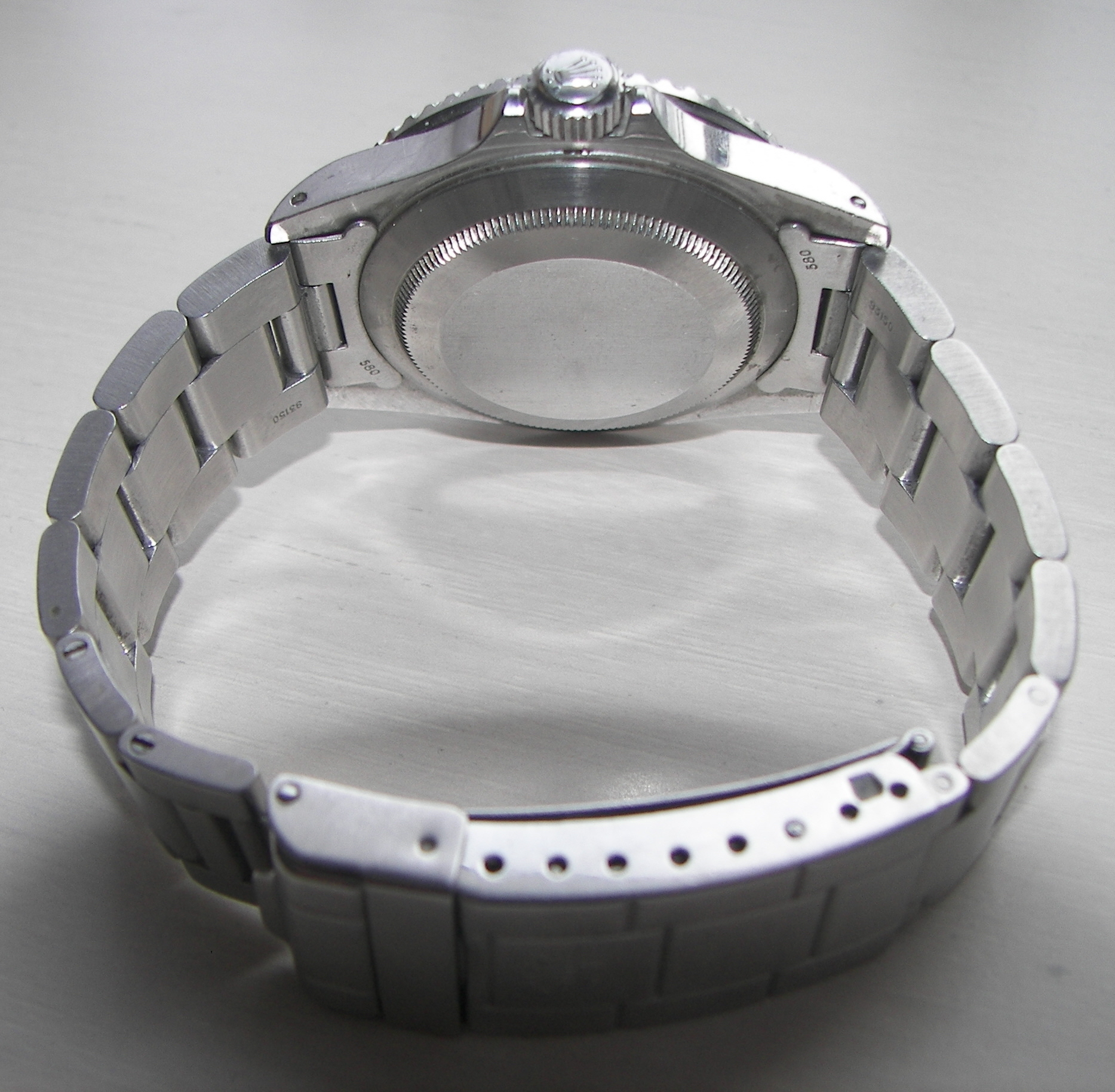
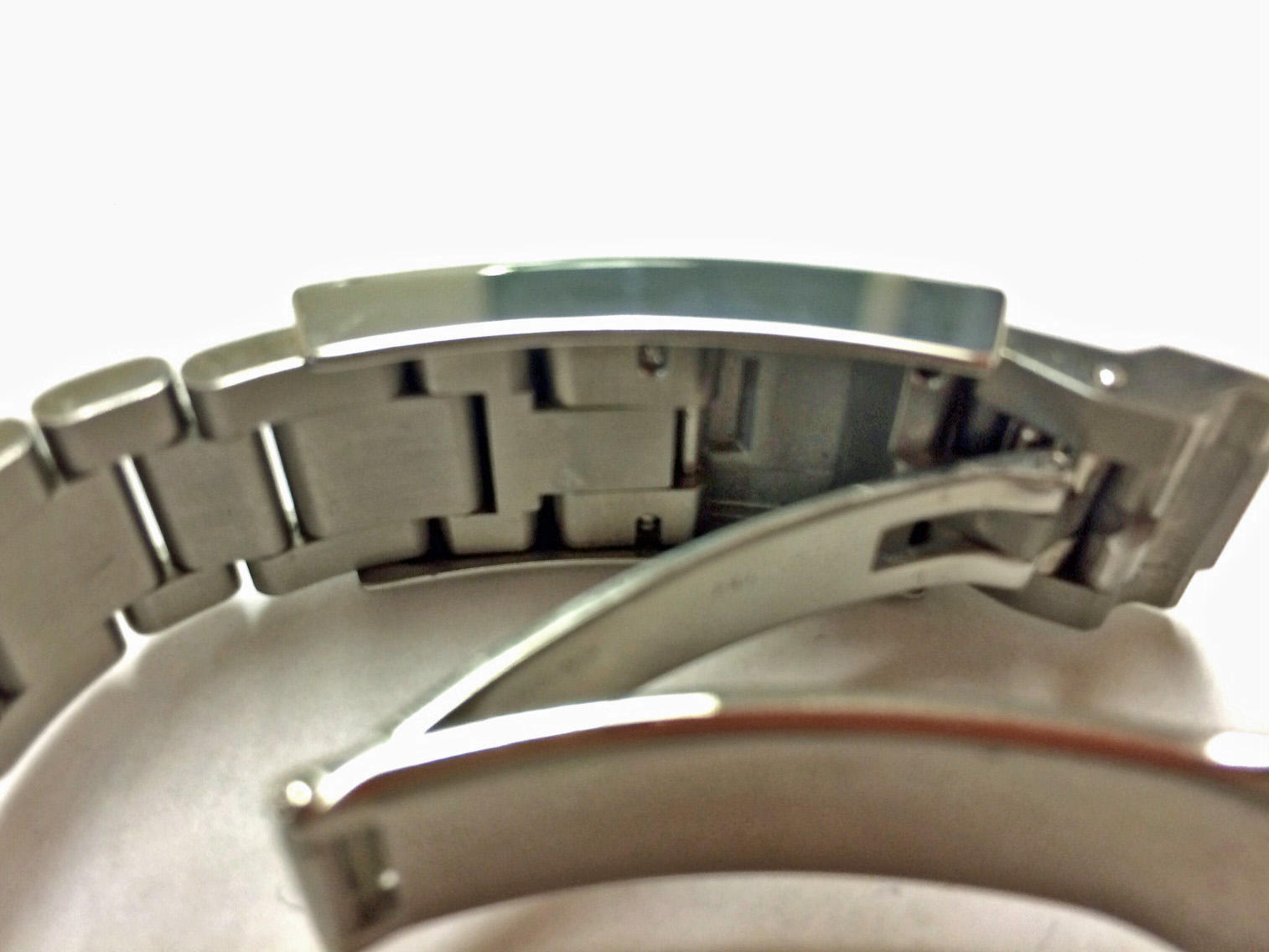